# L'amico del giaguaro (programma televisivo)
L'amico del giaguaro è stato un programma televisivo trasmesso sul Nazionale dal 1961 al 1964 ed è considerato un cult degli anni sessanta.
A condurre il programma furono Corrado, Gino Bramieri, Marisa Del Frate, Raffaele Pisu e Roberto Villa.
Gli autori del programma erano Italo Terzoli e Bernardino Zapponi.
Furono trasmesse 19 puntate nel 1961 (dal 20 maggio al 30 settembre), 17 nel 1962 (dal 30 giugno al 27 ottobre) e 8 nel 1964 (dal 18 luglio al 12 settembre).
In ogni puntata veniva fatta la parodia di un film celebre. Una delle più riuscite fu quella di Viale del tramonto di Billy Wilder, in cui l'attrice Elsa Albani recitò la parte della diva in declino, interpretata nel cinema da Gloria Swanson, mentre Mike Bongiorno rappresentò la parte del compassato e fedele autista della diva.
La trasmissione prendeva il nome dal film omonimo del 1958 di Giuseppe Bennati con Walter Chiari. Nel corso della trasmissione Raffaele Pisu riprendeva il numero del ventriloquo che faceva parte della trama del film.

## Riferimenti culturali
- Il programma televisivo viene citato anche dal celebre attore comico Totò nel suo film Il monaco di Monza del 1963 e anche nel film Sapore di mare del 1983 dall'attrice Annabella Schiavone